# الشريعة (ولاية تبسة)
الشريعة هي مدينة وإحدى بلديات دائرة الشريعة التابعة لولاية تبسة في الجزائر. يقدر عدد سكانها بحسب الإحصائيات العامة للسكن والسكان لسنة 2008 بحوالي 74129 نسمة.

## التضاريس
بلدية الشريعة تعتبر أحد بلديات الهضاب العليا أرضيتها شبه معتدلة ذات ارتفاع يقدر بحوالي 1050 م فوق مستوى سطح البحر مناخها بارد جدا في الشتاء وحار جدا في الصيف وتتميز بعدم الاعتدال في نسبة التهاطلات وكذا درجات الحرارة.
و كانت مورد الماء لكل سكان المداشر المحيطة بها.فمثلا منطقة المينا المزرعة حاليا على بعد 17 كلم من الشريعة وحسب شيوخها فان الشريعة
كانت المورد الرئيس للماء لمواشيهم خاصة اغنامهم.وفي اللغة نقول بالكسر شرعت الإبل أي وردت الماء.وهي منطقة ذات مياه جوفية غزيرة وعذبة.وكان كل منزل (حوش)في الشريعة الا وبه بئر.

## السكن
تنقسم التجمعات السكنية لبلدية الشريعة إلي قسمين هما:
السكن الريفي
استفادة البلدية من مختلف البرامج الخاصة بالسكن الريفي بحصة 460 سكن وهو رقم لا يفي بحاجة السكان بالمناطق الريفية والذي يبلغ عدد سكانها ما يقارب 10.000 ساكن
السكن الحضري
يتكون المستودع السكني لبلدية الشريعة من 2054 سكن اجتماعي حضري و157 سكن تطوري و70 سكن تساهمي بالإضافة إلى البناءات الذاتية التي تقدر بـ 6054 سكن.